# جون اینواوئه
جون اینواوئه (انگلیسی: Jun Inoue؛ زادهٔ ۲۱ فوریهٔ ۱۹۴۷) بازیگر، خواننده، کمدین، و شخصیت‌های تلویزیونی در ژاپن اهل ژاپن است.